# Льон австрійський
Льон австрійський, льон дикий, льонок, лен дикий, ленок  (Linum austriacum) — багаторічна трав'яниста рослина роду льон (Linum).

## Ботанічний опис
Рослина має міцний, майже завжди дуже розгалужений корінь. Стебла прямостоячі, до 70 см заввишки, розгалужені. Листки лінійно-ланцетні, із загорнутим краєм.
Квітки на тонких квітконіжках у китицеподібних завійках, зібраних у китицеподібне суцвіття. Плід — коробочка. Біля плодів квітконіжки нахилені в один бік, тому коробочка поникла. Цвіте в червні — липні.

## Поширення

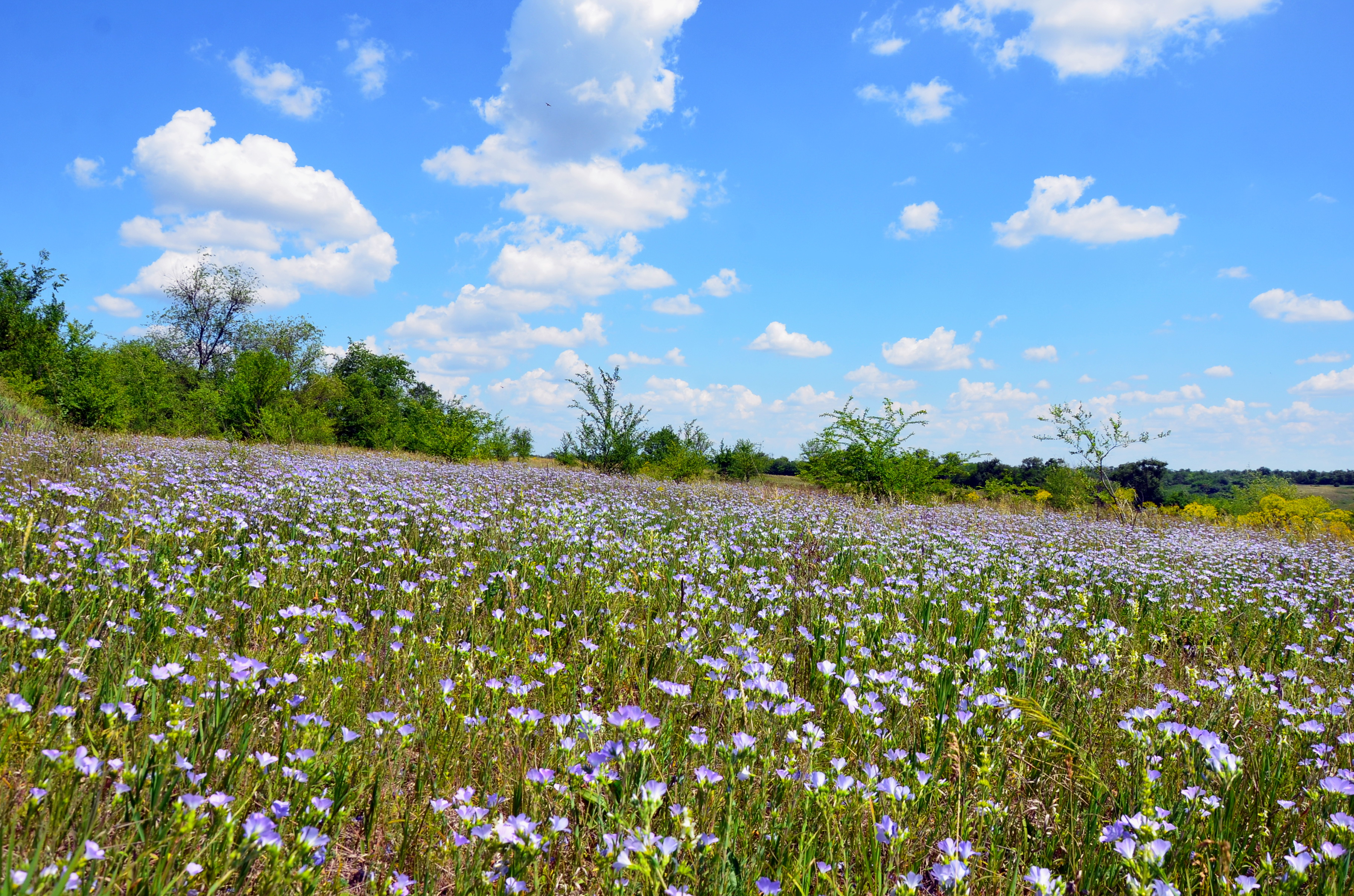
Льон австрійський в степах України

Вид поширений у Європі, Азії та Африці. В Україні зустрічається повсюдно, у Криму та на півдні часто, рідше у західній частині, росте на сухих галявинах.

## Галерея

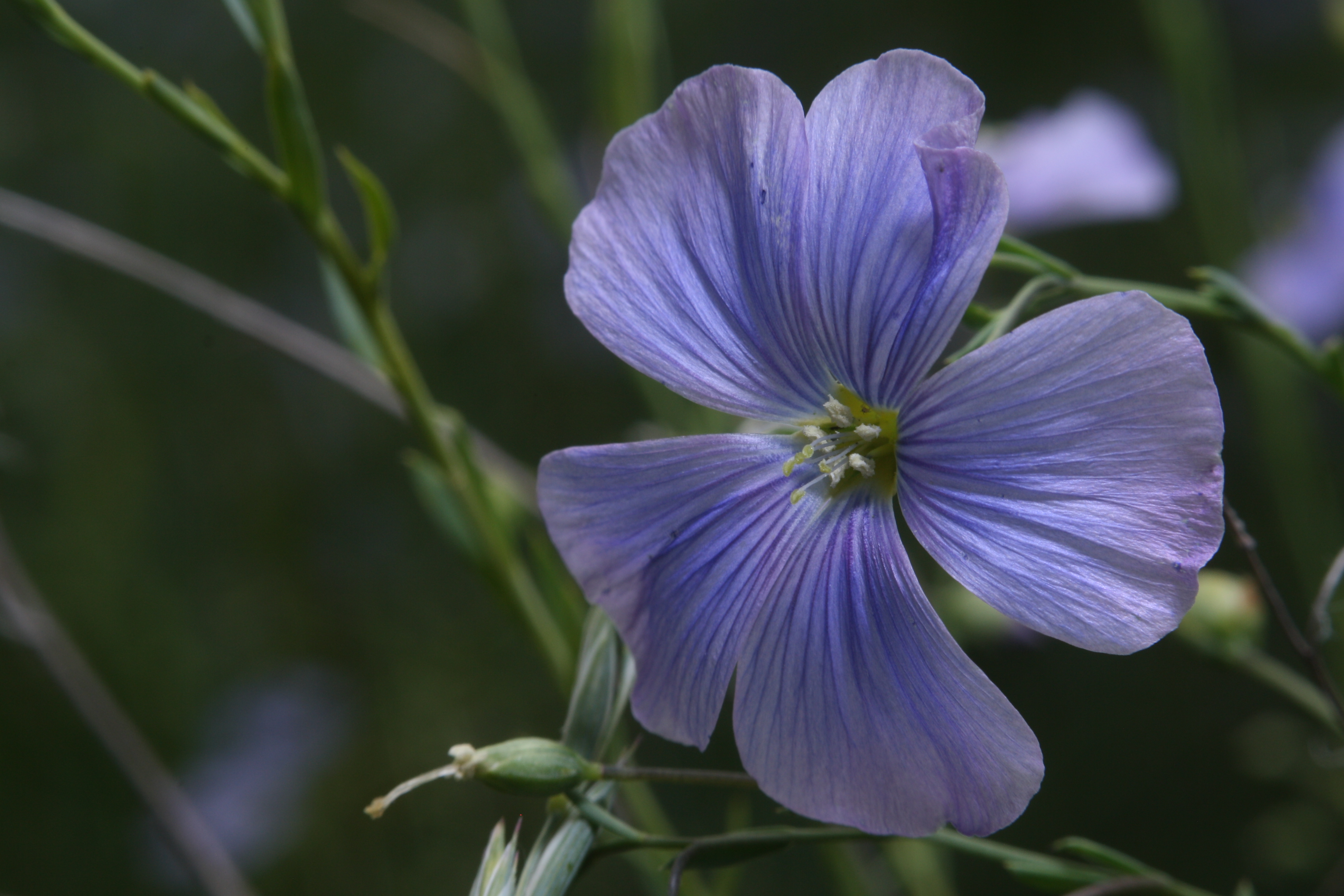
квітка
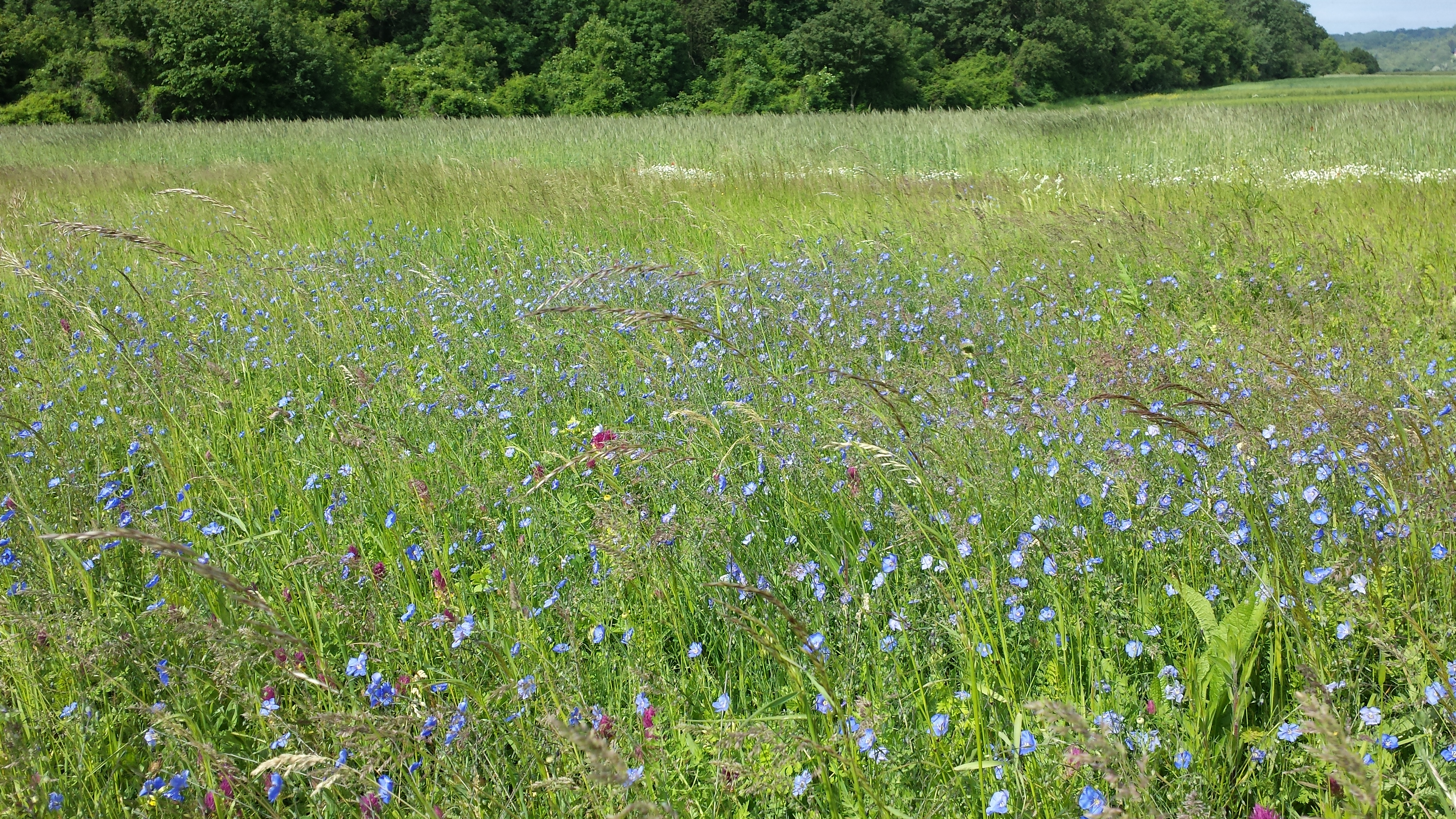
середовище проживання
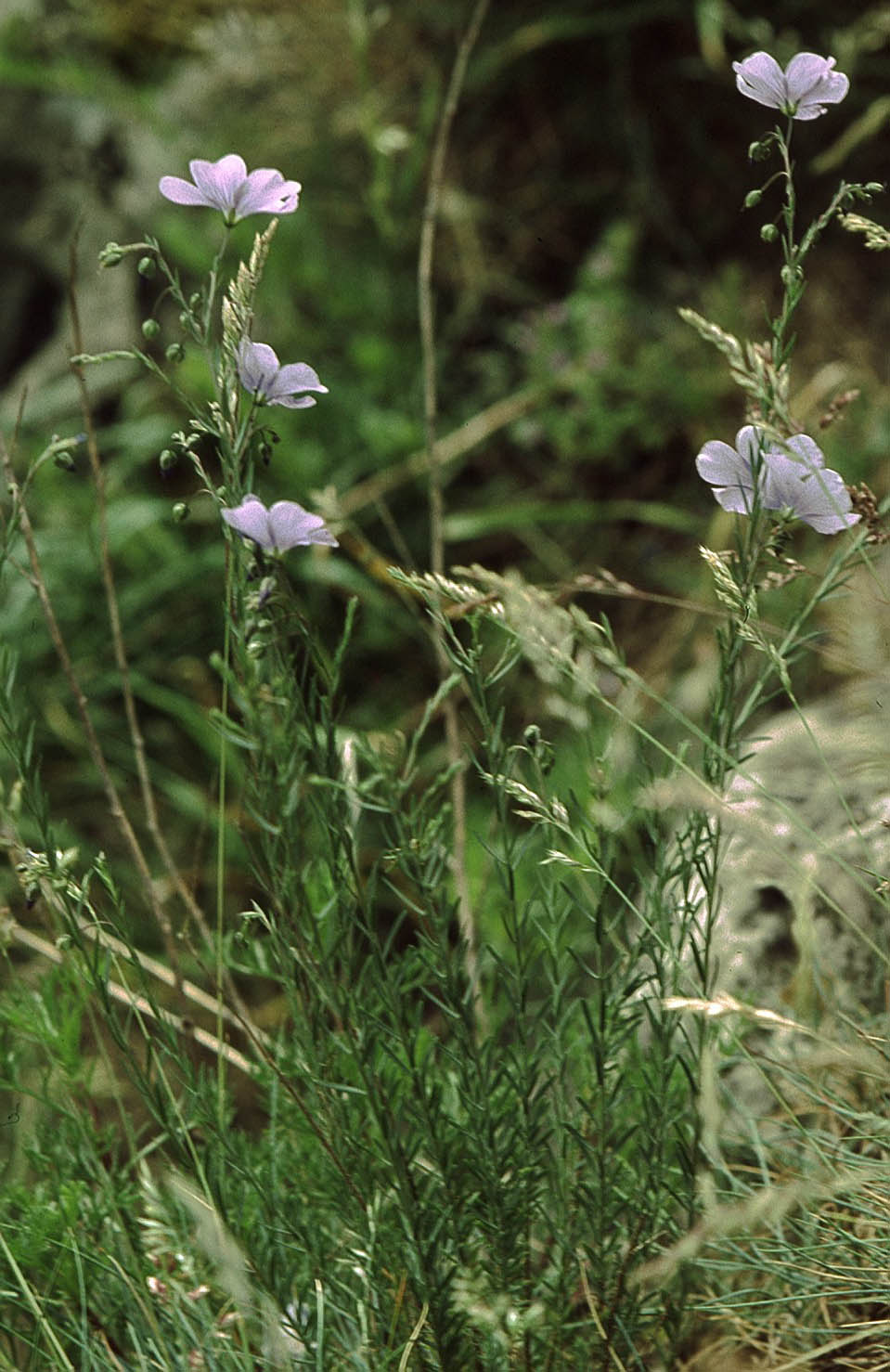
рослина
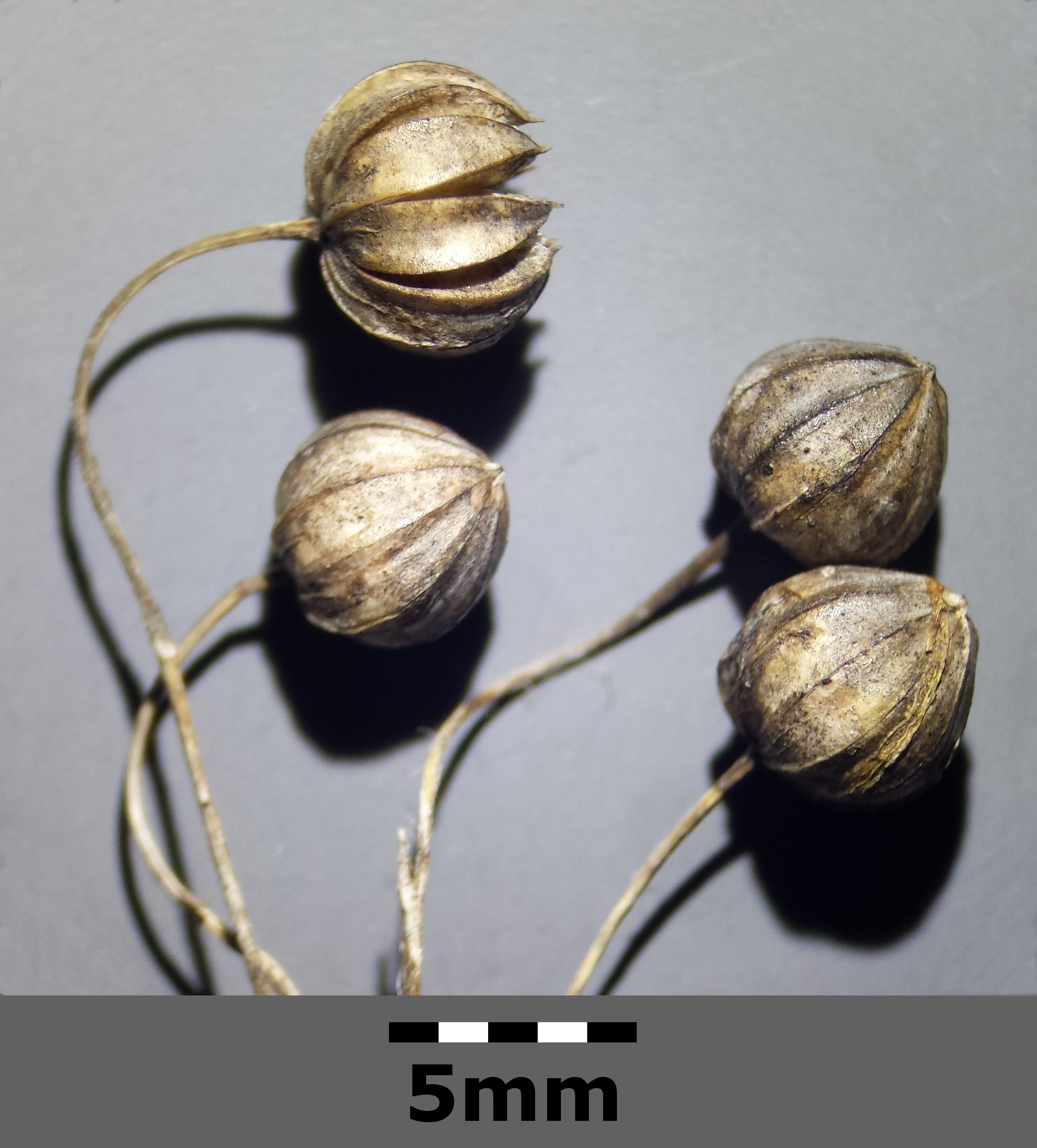
коробочки
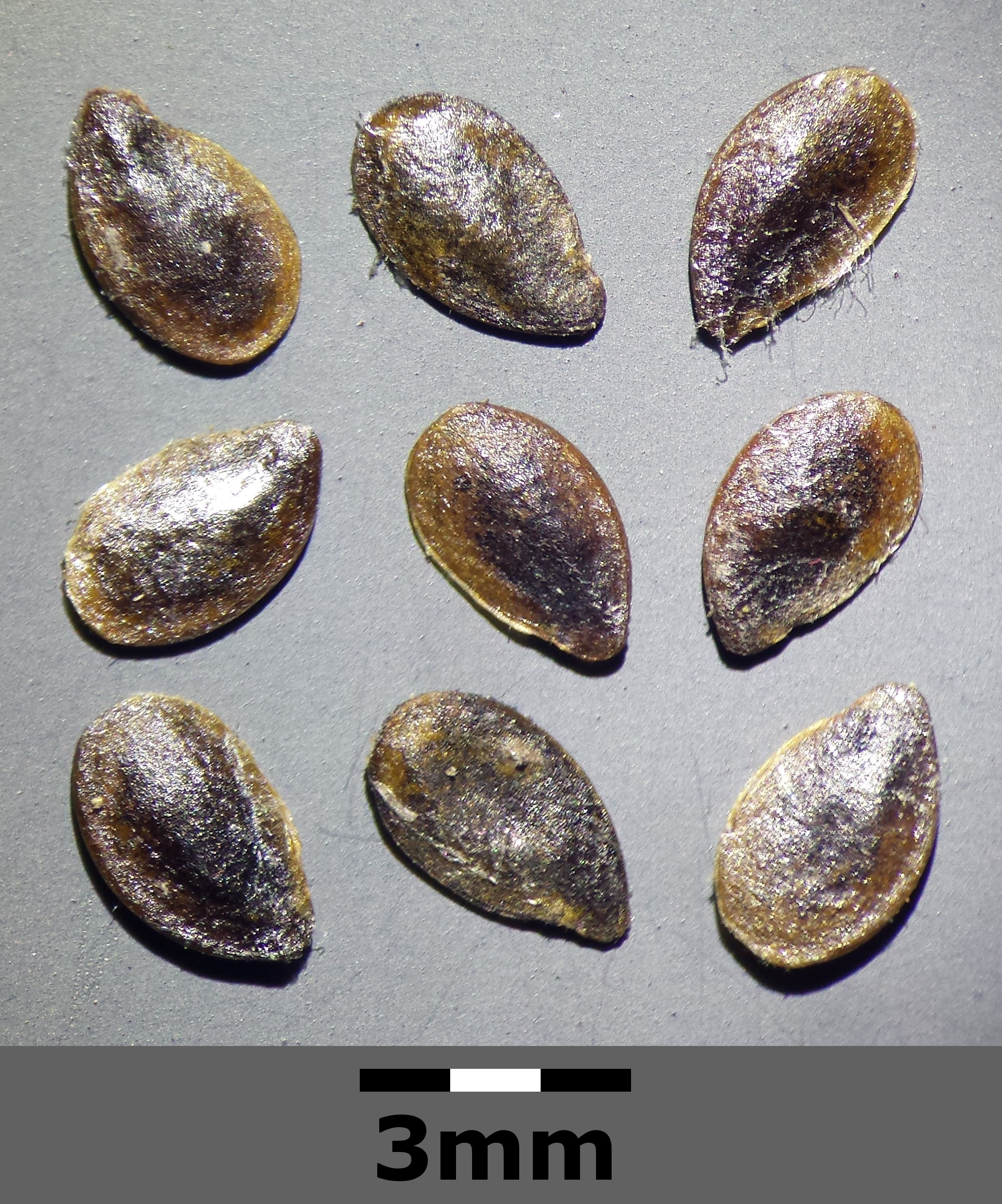
насіння
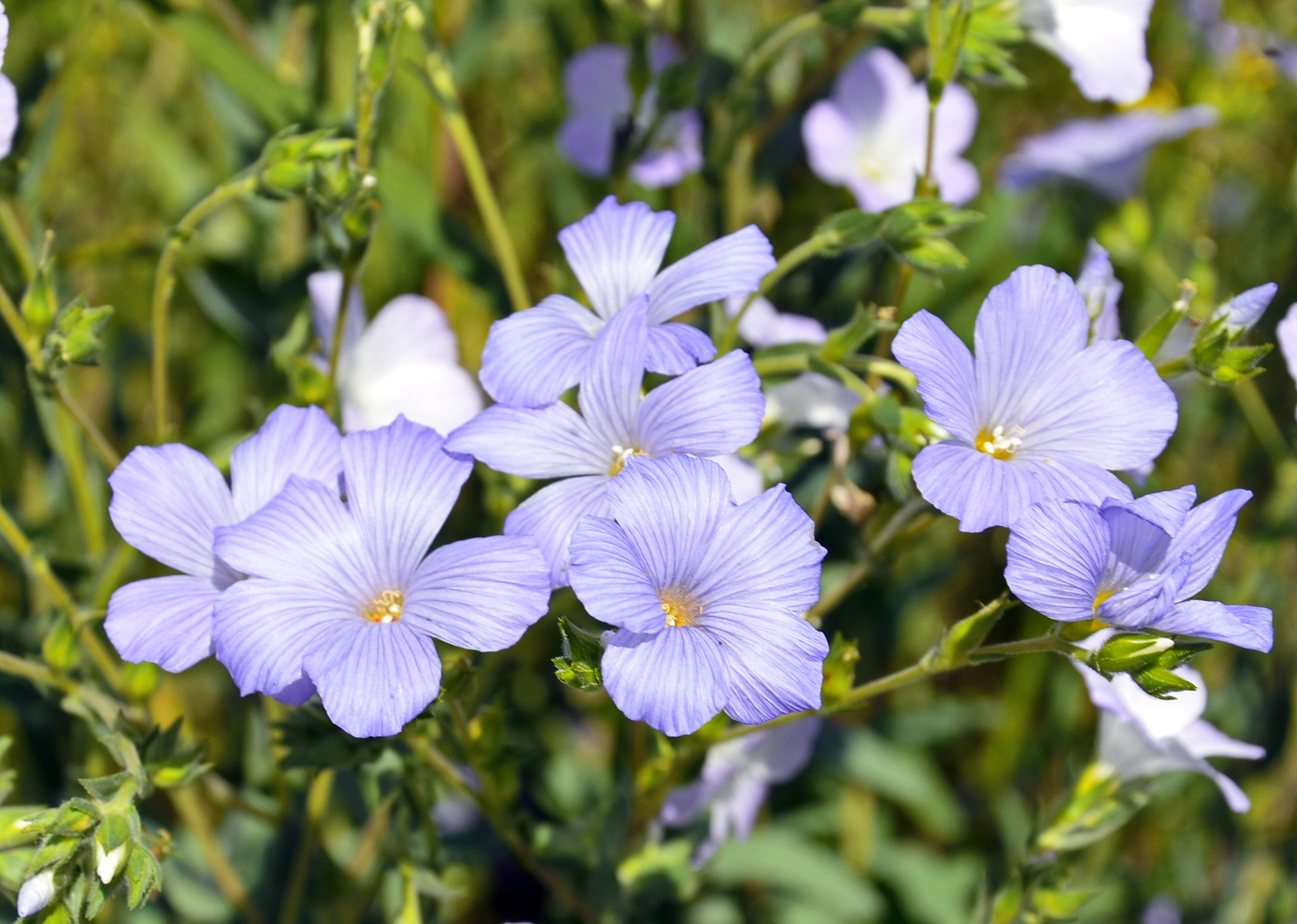
Льон в  степу